# 牧野康周
牧野 康周（まきの やすちか、宝永4年（1707年） - 宝暦8年1月8日（1758年2月15日））は、信濃小諸藩の第2代藩主。越後長岡藩分家牧野家4代。
小諸藩初代藩主牧野康重の長男。生母は孝壽院。正室は六郷政晴の娘・玉子。子に牧野康満（長男）、本庄道堅（次男）、富田明親（三男）、座光寺為貴（四男）、娘（水野忠友正室）、娘（小堀政方正室）、娘（阿部正依正室）。官位は従五位下、内膳正。
幼名は弥吉。大蔵。享保5年（1720年）11月9日、将軍徳川吉宗に拝謁する。享保6年（1721年）12月8日、従五位下内膳正に叙任する。享保7年12月24日、父康重の死去より家督を相続する。享保10年3月12日、初めてお国入りする許可を得る。享保16年4月2日光祭礼奉行を務めた。寛保2年（1742年）12月、領内を襲った風水害により、幕府から2000料を拝借する。寛延4年（1751年）6月、財政危機のため、本家にあたる長岡藩主牧野忠利に対し、康満・康周父子の連名で支援を願い出る。宝暦8年（1758年）正月8日に死去し、跡を長男の康満が継いだ。墓所は長野県小諸市の牧野家墓地。

## 系譜
父母
- 牧野康重（父）
- 孝壽院 - 側室（母）

正室
- 六郷玉子 - 六郷政晴の娘

側室
- 大和田氏

子女
- 牧野康満（長男） 生母は大和田氏
- 本庄道堅（次男） 生母は大和田氏
- 富田明親（三男）
- 座光寺為貴（四男）
- 水野忠友正室
- 小堀政方正室
- 阿部正依正室